# Holandia na igrzyskach paraolimpijskich

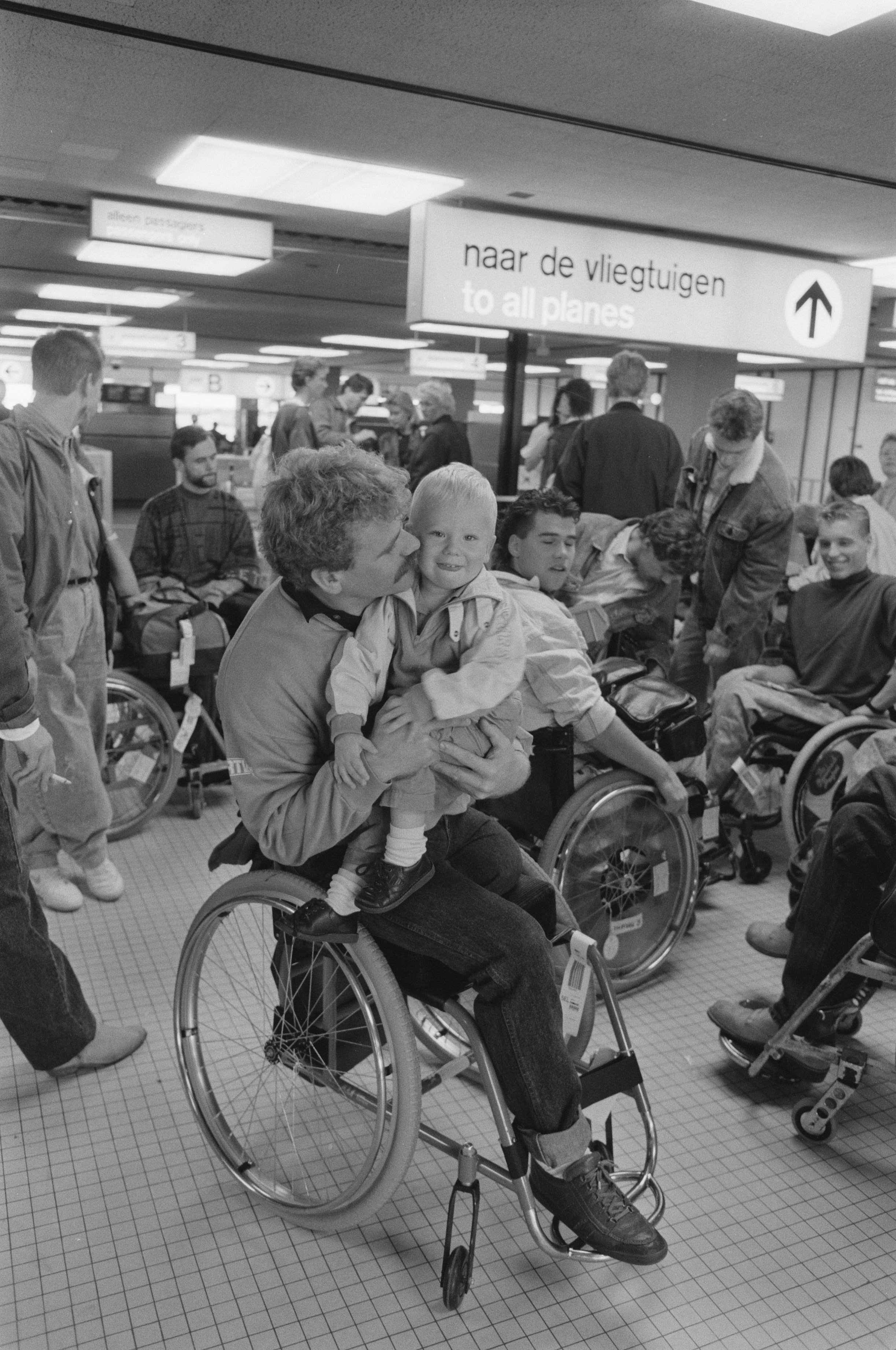
Holenderscy paraolimpijczyczy, przed wyjazdem do Seulu na Letnie Igrzyska Paraolimpijskie w 1988 r.

Holandia pierwszy raz wzięła udział w inauguracyjnych igrzyskach paraolimpijskich w 1960 roku w Rzymie, gdzie wysłała delegację pięciu sportowców. Kraj uczestniczył w każdej kolejnej edycji Letnich Igrzysk Paraolimpijskich. Na Zimowych Igrzyskach Paraolimpijskich zadebiutowali w 1984 roku i brali udział w każdej kolejnej edycji igrzysk, z wyjątkiem 2006 roku. Holandia była krajem gospodarzem Letnich Igrzysk Paraolimpijskich w 1980 w Arnhem.
Holenderscy sportowcy zdobyli łącznie 622 medale paraolimpijskie, w tym 239 złotych, 208 srebrnych i 175 brązowych. 612 z tych medali (w tym 237 sztuk złota) zostało wygranych podczas Letnich Igrzysk Paraolimpijskich. Dzięki temu Holandia zajmuje dziewiąte miejsce w tabeli medali Igrzysk Paraolimpijskich - za Stanami Zjednoczonymi, Wielką Brytanią, Kanadą, Francją, Australią, Niemcami, Austrią i Polską. Największe sukcesy Holandii to igrzyska w 1976 roku w Toronto, kiedy zajęła drugie miejsce (za Stanami Zjednoczonymi).
Przed 2014 rokiem Majorie van de Bunt był jedynym holenderskim sportowcem, który zdobył medale na Zimowych Igrzyskach Paraolimpijskich. Holandia była nieobecna na igrzyskach w 2006, a także wysłała tylko jednoosobową delegację (Kees-Jan van der Klooster), aby rywalizował w narciarstwie alpejskim w 2010 roku.; nie wygrał żadnych medali. W 2014 roku chorąży Bibian Mentel zdobył złoty medal w snowboardzie.

## Zestawienia medalowe

### Letnie Igrzyska Paraolimpijskie
| Rok igrzysk | Złoto | Srebro | Brąz | Łącznie | Pozycja w rankingu |
| 1960        | 3     | 6      | 0    | 9       | 8.                 |
| 1964        | 4     | 6      | 4    | 14      | 10.                |
| 1968        | 12    | 4      | 4    | 20      | 8.                 |
| 1972        | 14    | 13     | 11   | 38      | 5.                 |
| 1976        | 45    | 25     | 14   | 84      | 2.                 |
| 1980        | 33    | 31     | 36   | 100     | 6.                 |
| 1984        | 55    | 52     | 28   | 135     | 7.                 |
| 1988        | 31    | 25     | 30   | 86      | 8.                 |
| 1992        | 14    | 14     | 11   | 39      | 9.                 |
| 1996        | 17    | 11     | 17   | 45      | 8.                 |
| 2000        | 12    | 9      | 9    | 30      | 15.                |
| 2004        | 5     | 11     | 13   | 29      | 27.                |
| 2008        | 5     | 10     | 7    | 22      | 19.                |
| 2012        | 10    | 10     | 19   | 39      | 10.                |
| 2016        | 17    | 19     | 26   | 62      | 7.                 |
| 2020        | 25    | 17     | 17   | 59      | 5.                 |

### Zimowe Igrzyska Paraolimpijskie
| Rok igrzysk | Złoto             | Srebro            | Brąz              | Łącznie           | Pozycja w rankingu |
| 1976        | nie brała udziału | nie brała udziału | nie brała udziału | nie brała udziału | nie brała udziału  |
| 1980        | nie brała udziału | nie brała udziału | nie brała udziału | nie brała udziału | nie brała udziału  |
| 1984        | 0                 | 0                 | 0                 | 0                 | -                  |
| 1988        | 0                 | 0                 | 0                 | 0                 | -                  |
| 1992        | 0                 | 0                 | 0                 | 0                 | -                  |
| 1994        | 1                 | 0                 | 3                 | 4                 | 15.                |
| 1998        | 0                 | 1                 | 1                 | 2                 | 20.                |
| 2002        | 1                 | 3                 | 0                 | 4                 | 15.                |
| 2006        | nie brała udziału | nie brała udziału | nie brała udziału | nie brała udziału | nie brała udziału  |
| 2010        | 0                 | 0                 | 0                 | 0                 | -                  |
| 2014        | 1                 | 0                 | 0                 | 1                 | 14.                |
| 2018        | 3                 | 3                 | 1                 | 7                 | 10.                |
| 2022        | 0                 | 3                 | 1                 | 4                 | 16.                |